# نام‌گذاری انقلاب ۱۳۵۷ ایران

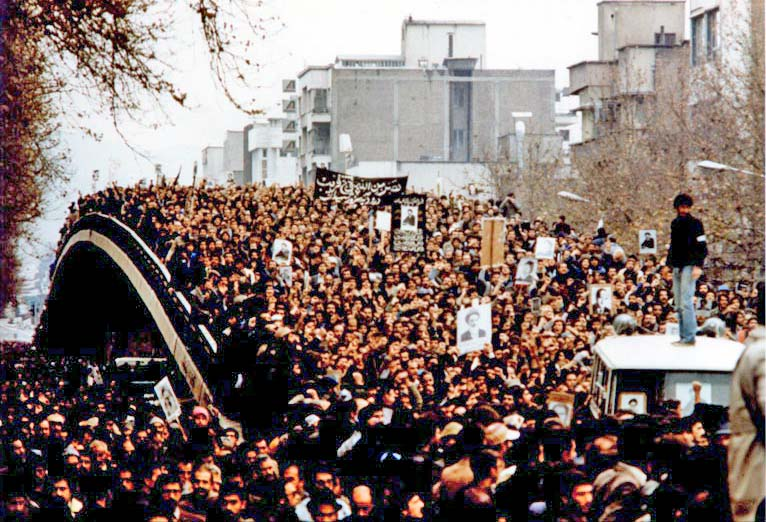
تصاویر روح‌الله خمینی در دستان مردم در تظاهرات برای پیروزی انقلاب

انقلاب اسلامی ایران واژه‌ای است که قانون اساسی جمهوری اسلامی ایران رسماً برای اشاره به انقلابی که در سال ۱۳۵۷ در ایران رخ داد به کار می‌برد. طرفداران نام انقلاب اسلامی ایران، این انقلاب را، انقلابی مبتنی بر بن‌مایه‌های مذهبی می‌دانند. به این مفهوم که نقش مذهب را در وقوع رویدادهای اساسی‌ای که منجر به خروج شاه از کشور و فروپاشی نظام سلطنتی شد، نقشی تعیین‌کننده دانسته و شکل‌گیری و پیروزی انقلاب را به آن نسبت می‌دهند. محمدرضاشاه پهلوی معتقد بود: انقلابیون «دستوراتشان را از مساجد دریافت می‌کردند و مساجد کارها را از طریق رابط‌ها تحت کنترل داشتند.»

## اختلاف درباره ماهیت انقلاب و اثر آن بر نام آن
وجود پسوند اسلامی پس از نام انقلاب، موجب تفسیرهای گوناگون از ماهیت انقلاب شده‌است.

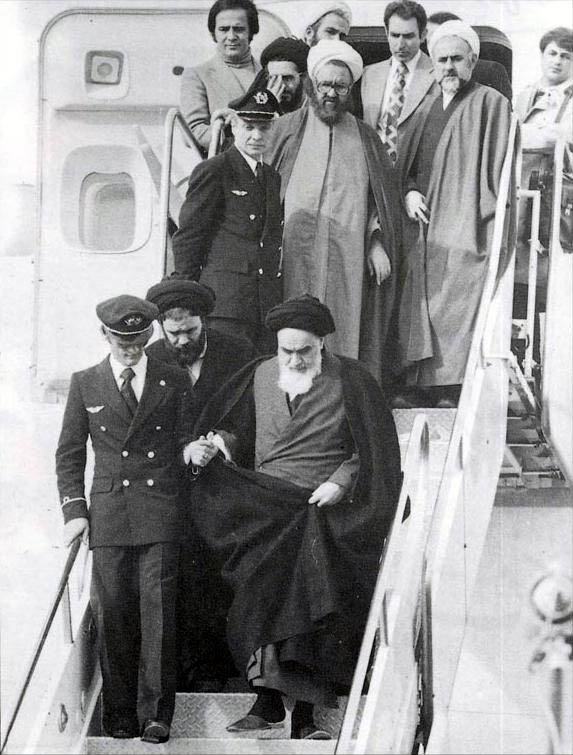
خمینی هنگام ورود به ایران

فریدون هویدا، برادر امیرعباس هویدا معتقد است، آمیزه‌ای که از مذهب و نیروی جوانان در ایران به وجود آمد، سر سقوط شاه بود. ویلیام شوکراس، وقایع نگاری که روزهای پایان عمر محمدرضا پهلوی را در کتابی تحت عنوان «آخرین سفر شاه» به رشته تحریر درآورده‌است، انقلاب ایران را یک قیام گسترده مردمی و اسلامی می‌دانست. ویلیام سالیوان، سفیر آمریکا در ایران، انقلاب ایران را انقلابی عمیقا مذهبی ارزیابی می‌کرد. آنتونی پارسونز سفیر انگلستان نیز، در جای جای خاطراتش مخالفان عمده را جوانان مذهبی و ماهیت انقلاب را اسلامی می‌دانست  او معتقد بود که هیچ یک از گروه‌های دیگر مخالف را یارای مقابله با قدرت رهبری خمینی نبود. جیمی کارتر یک سال قبل از پیروزی انقلاب (آذر ۱۳۵۶) و در جریان سفر شاه به آمریکا، در ملاقاتی خصوصی به شاه گوشزد کرد که منشاء خطر، رهبران مذهبی هستند. سایروس ونس وزیر امورخارجه وقت آمریکا معتقد بود، مغناطیسی که گروه‌های مختلف ناراضی را به دور خود جمع کرد، اپوزیسیون مذهبی بود. ولادیمیر کوزیچکین، مسئول ارشد کاگ‌ب در ایران نیز فصلی از کتاب خود را «خمینی رهبر» نام نهاده و ماهیت انقلاب ایران را اساساً اسلامی و مذهبی می‌داند.
با این‌حال، معدودی از تحلیلگران و کارشناسان مانند مارک داونز، اگرچه اپوزیسیون علیه شاه را در جریان انقلاب ایران، دارای رنگ و بوی مشخصاً اسلامی می‌دانند، اما اسلام را تنها ایدئولوژی حاضر در انقلاب نمی‌دانند. اینان گروه‌هایی مانند مارکسیستها، کمونیست‌ها، لیبرال‌ها، و گروه‌های دیگر غیر اسلامی نیز از نیروهای مؤثر در انقلاب می‌دانند. نویسندگان دیگری نیز همچون هاله افشار تشکیل یک «ائتلاف» و «اتحاد موقت ناسازگار» در جریان انقلاب را (میان نیروهای مذهبی و سایر نیروها) صرفا برای مقاومت و براندازی شاه قلمداد کرده، و نه به عنوان صرفاً تاییدی بر یک دولت اسلامی پس از انقلاب.
علاوه بر افراد فوق، معدودی از کارشناسان مسایل ایران نیز معتقدند که انقلاب ایران، حداقل در آغاز انقلابی اسلامی نبوده‌است. گری سیک به عنوان یکی از کارشناسان سیاسی آمریکا در مسایل ایران در کتاب معروف خود «همه سقوط می‌کنند» (All Fall Down) می‌نویسد:
در ایران هدف اولیه نیروهای مخالف، سرنگونی رژیم سلطنتی و استقرار جمهوری اسلامی نبود. بسیاری از کسانی که در آغاز این حرکت در تظاهرات خیابانی شرکت کردند و موج اولیه انقلاب را بوجود آوردند، به اجرای قانون اساسی سال ۱۹۰۶ راضی بودند.

## استدلال طرفداران نام انقلاب ۱۳۵۷ و انقلاب اسلامی
امروزه در بسیاری از منابع داخل و خارج از ایران، از انقلاب سال ۱۳۵۷ ایران با نام «انقلاب اسلامی» یاد برده می‌شود. با اینحال گروه‌های مخالف دیگری نیز در این انقلاب شرکت داشتند که «اسلامی بودن انقلاب» را یک نوآوری توسط گروه‌های اسلامگرا پس از وقوع انقلاب می‌دانند. به‌طور مثال، منوچهر گنجی «تحمیل» دین سالاری در ایران پس از پیروزی انقلاب را به هیچ وجه از اهداف اولیه انقلاب نمی‌داند، و روح الله خمینی را متهم به «مخفی ساختن نیات خود و اغفال مردم برای یاری وی در به پیروزی رساندن انقلاب» می‌کند. به نوشتهٔ ایلین شولینو، خمینی مظاهر متفاوتی برای انقلابگران متفاوت را داشت: برای روشنفکران و لیبرال‌های ملی نماد یک دموکرات را داشت، برای روحانیون یک رهبر با تقوی، برای بازاریان و تجار یک فرد معتقد به اقتصاد بازار آزاد (و غیر وابسته به دولت)، برای طیف چپ و کارگران نماد عدالت اجتماعی، برای خانواده‌ها نماد ارزش‌های اصیل، و نماد وحدت و استقلال برای کل کشور را داشت.
متقابلا طرفداران نام انقلاب اسلامی استدلال می‌کنند که خمینی، نظریات حکومتی خود را سال‌ها قبل در طول کلاس‌های درس خود تشریح کرده بود. علاوه برآن کتاب «نامه‌ای از امام موسوی کاشف الغطاء» که بعدها تحت عنوان «ولایت فقیه» بارها تجدید چاپ گردید، برای اولین بار در مهرماه سال ۱۳۵۶ منتشر و با شماره ۱۰۵۲ مورخ سوم مهرکاه پنجاه و شش در کتابخانه ملی ثبت شده‌است. در این کتاب، مجموعه دروس و سخنرانی‌های خمینی در باب حکومت اسلامی و ولایت فقیه آورده شده‌است. وی در این کتاب علنا و با صراحت، مخالفت خود را با حکومت مشروطه سلطنتی بیان داشته و نظریات خود را درباب حکومت جایگزین آن باز گفته‌است..
...این مواد قانون اساسی(مشروطه) و متمم آن همه ضد اسلامی است. سلطنت و ولایتعهدی همان است که اسلام بر آن خط بطلان کشیده است.... گاهی در کتابها و روزنامه‌هایشان می‌نویسند احکام جزائی اسلام، احکام خشنی است... اگر اسلام بگوید برای جلوگیری از فساد در نسل جوان، یک نفر را در محضر عموم شلاق بزنند خشونت دارد؟ ...ما معتقد به ولایت هستیم...ما خلیفه می‌خواهیم تا اجرای قوانین کند. قانون مجری لازم دارد....مبارزه در راه تشکیل حکومت اسلامی لازمه اعتقاد به ولایت است....شما وظیفه دارید حکومت اسلامی تاسیس کنید...اطاعت از «ولی امر» واجب شمرده شده‌است...فقهای عادل عهده‌دار این مقامات هستند ...شارع مقدس اسلام یگانه قدرت مقننه‌است. هیچکس حق قانونگذاری ندارد...در حکومت اسلامی بجای مجلس قانونگذاری...مجلس برنامه‌ریزی وجود دارد. ولایت یعنی حکومت و اداره کشور و اجرای قوانین شرع...در این موارد معقول نیست که رسول اکرم(ص) و امام با فقیه فرق داشته باشد.
لذا از دید این گروه، خمینی دربارهٔ اصل ولایت فقیه و حکومت اسلامی، هیچ ناگفته‌ای را باقی نگذاشته بود و کسانی که در جریان انقلاب رهبری وی را پذیرفتند، ولی پس از انقلاب با قانون اساسی و اصل ولایت فقیه به مخالفت پرداختند، یا این مطالب را نخوانده یا درک نکرده بودند..